# Lijst van voetbalinterlands Antigua en Barbuda - Saint Vincent en de Grenadines
Deze lijst van voetbalinterlands is een overzicht van alle officiële voetbalwedstrijden tussen de nationale teams van Antigua en Barbuda en Saint Vincent en de Grenadines. De landen speelden tot op heden tien keer tegen elkaar. De eerste ontmoeting was een wedstrijd voor Caribbean Cup 1995 op 23 juli 1995 in George Town (Kaaimaneilanden). Het laatste duel, een kwalificatiewedstrijd voor de Caribbean Cup 2014, vond plaats in Saint John's op 7 september 2014.

## Wedstrijden
| №  | Plaats       | Datum            | Competitie                      | Wedstrijd                                 | Uitslag |
| -- | ------------ | ---------------- | ------------------------------- | ----------------------------------------- | ------- |
| 1  | George Town  | 23 juli 1995     | Caribbean Cup 1995              | Antig. en Barb. − St. Vincent en de Gren. | 1 − 5   |
| 2  | Saint John's | 7 mei 2000       | WK 2002 kwalificatie            | Antig. en Barb. − St. Vincent en de Gren. | 2 − 1   |
| 3  | Kingstown    | 21 mei 2000      | WK 2002 kwalificatie            | St. Vincent en de Gren. − Antig. en Barb. | 4 − 0   |
| 4  | Saint John's | 27 augustus 2006 | Vriendschappelijk               | Antig. en Barb. − St. Vincent en de Gren. | 1 − 0   |
| 5  | Kingstown    | 5 november 2006  | Vriendschappelijk               | St. Vincent en de Gren. − Antig. en Barb. | 2 − 2   |
| 6  | Saint John's | 26 augustus 2011 | Vriendschappelijk               | Antig. en Barb. − St. Vincent en de Gren. | 1 − 0   |
| 7  | Saint John's | 28 augustus 2011 | Vriendschappelijk               | Antig. en Barb. − St. Vincent en de Gren. | 2 − 2   |
| 8  | Kingstown    | 30 maart 2012    | Vriendschappelijk               | St. Vincent en de Gren. − Antig. en Barb. | 1 − 0   |
| 9  | Kingstown    | 1 april 2012     | Vriendschappelijk               | St. Vincent en de Gren. − Antig. en Barb. | 1 − 2   |
| 10 | Saint John's | 7 september 2014 | Caribbean Cup 2014 kwalificatie | Antig. en Barb. − St. Vincent en de Gren. | 2 − 1   |

## Samenvatting
| Competitie          | Totaal gespeeld | Winst Antig. en Barb. | Gelijk | Winst St. Vincent en de Gren. | Doelsaldo Antig. en Barb. – St. Vincent en de Gren. |
| ------------------- | --------------- | --------------------- | ------ | ----------------------------- | --------------------------------------------------- |
| WK-kwalificatie     | 2               | 1                     | 0      | 1                             | 2 − 5                                               |
| Caribbean Cup       | 1               | 0                     | 0      | 1                             | 1 − 5                                               |
| Caribbean Cup-kwal. | 1               | 1                     | 0      | 0                             | 2 − 1                                               |
| Vriendschappelijk   | 6               | 3                     | 2      | 1                             | 8 − 6                                               |
| Totaal              | 10              | 5                     | 2      | 3                             | 13 − 17                                             |